# Каббалистический орден Розы+Креста

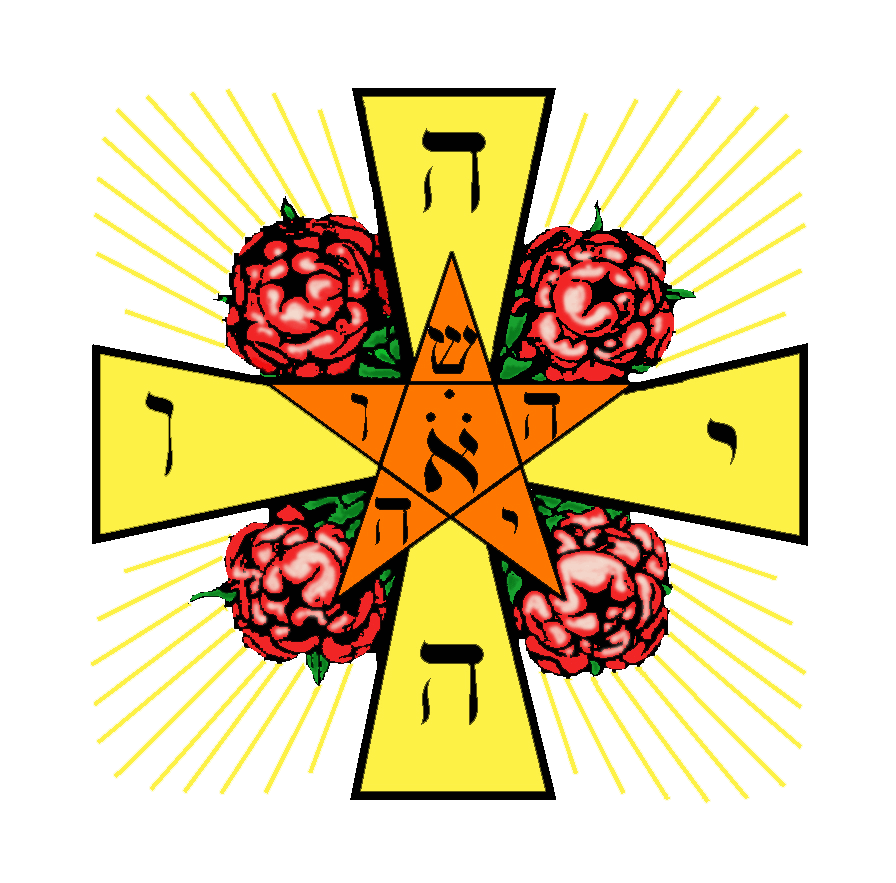
Эмблема ордена

Каббалистический орден Розы+Креста (фр. Ordre kabbalistique de la Rose-Croix, также встречается написание «Каббалистический орден Розы†Креста») — первое во Франции конца XIX века тайное оккультное общество. Орден был реорганизован маркизом Станисласом де Гуайтой и его другом Жозефином Пеладаном из «Тулузского ордена Розенкрейцеров» в 1888 году.
Структура и учение ордена во многом имели сходство и пересечения с орденом мартинистов Папюса, однако сам орден мартинистов являлся для него как бы «внешним кругом», а Каббалистический орден Розы+Креста был интегрирован с его управляющим органом — «Верховным Советом ордена Мартинистов».
Основной областью изучения и главным направлением духовной работы в ордене является христианская каббала.

## Тулузский орден Розенкрейцеров и Каббалистический орден Розы+Креста
В 1884 году маркиз Станислас де Гуайта, после прочтения романа Жозефа Пеладана, затрагивавшего темы розенкрейцерства знакомится с автором романа в Париже. В то время Жозеф Пеладан вместе со своим братом Адрианом Пеладаном уже состояли в «Тулузском ордене Розенкрейцеров». Они представили Станисласа де Гуайту главе Ордена, известному под мистическим псевдонимом — «Симон Бругал» (настоящее имя — Фирмен Буассин), и тот посвятил его.
Согласно предыдущему главе «Тулузского ордена Розенкрейцеров» виконту де Лапассу, этот орден являлся тем самым легендарным и тайным орденом розенкрейцеров, чей первый документ был впервые опубликован в начале 1600 годов. Также считает и исследователь тайных обществ Джон Майкл Грир, утверждая, что преемственность и происхождение Каббалистического ордена Розы+Креста через «Тулузский орден Розенкрейцеров» восходит к первым в средневековой Германии розенкрейцерским братствам. Однако, документально преемственность Ордена подтверждена лишь до XVIII века.
В связи с малочисленностью посвященных в Тулузский орден, и общим спадом внутренней активности в нём, орден стал приходить в упадок после смерти Фирмена Буассина. Желая реставрировать розенкрейцерское движение, Станислас де Гуайта и Жозеф Пеладан в 1888 году преобразовали Тулузский орден в Каббалистический орден Розы+Креста. Однако, следует отметить, что возрождение розенкрейцерства они видели слишком разным образом, что в итоге привело к разрыву между друзьями.
Сразу после преобразования и реставрации ордена, они приняли в него своего друга Жерара Анкосса, известного под псевдонимом «Папюс» и Франсуа-Шарля Барле. В первые годы существования в орден были приняты А. Габроль, Анри Торьон, Жюльен Лежэ, Освальд Вирт, Огюст Шабосо, Виктор-Эмиль Мишле, Поль Седир, Поль Адам и Марк Авен.
За год до основания Каббалистического ордена Розы+Креста в 1887 году Папюс, вместе с Пьером Огюстом Шабосо, на основании посвящения по одной (у каждого) из линий преемственности от Сен-Мартена, объединив свои линии, основали «l’Ordre des Superieurs Inconnus» («Орден Высших Неизвестных»), который приобрёл известность под именем орден Мартинистов. До 1891 года Станислас де Гуайта руководил приёмом в орден Мартинистов, и составил для него некоторые обучающие материалы, и инициатическую речь, произносившуюся при возвышении в одну из степеней. К 1891 году Каббалистический орден Розы+Креста был взаимно интегрирован с «Верховным Советом ордена Мартинистов».

## Учение и структура ордена
Каббалистический орден Розы+Креста проводил занятия по Христианской каббале, эзотерической форме мистицизма, целью которой является выявить сокрытую мистическую способность «проникать в суть Библии и Божественной сущности». Также орден проводит экзамены и присуждает градусы названные по образцу академических степеней в университетах в отношении занятий по Христианской каббале. Данная особенность уже с момента его создания выгодно отличала орден от основной массы тайных магических обществ того периода, взявших за образец степени франкмасонства, и не проводивших обучение и качественную проверку знаний перед возвышениями в следующие градусы.

### Степени Каббалистического ордена Розы+Креста
1. Бакалавр Каббалы[3]
2. Лиценциат Каббалы[3] (Магистр Каббалы[6])
3. Доктор Каббалы[3]

Структура степеней ордена была создана в форме университета Христианской каббалы и магии. Степени присваиваются только тем, кто посещает лекции и сдаёт экзамены.
Управляет орденом «Совет двенадцати». Во времена Станисласа де Гуайты было принято открывать членам ордена имена только шести из них, а имена остальных шести скрывать. Мотивировали это тем, что так ордену будет проще возродиться, в случае упадка.

## Каббалистический орден Розы+Креста и Католический орден Розы+Креста
В 1890-1891-м году Каббалистический орден Розы+Креста покидает Жозеф Пеледан. Он учредил свой собственный, Католический орден Розы+Креста, известный тем, что на его базе организовывали художественные выставки символистов. Однако, в оккультной сфере орден Пеладана всяческую деятельность прекратил. Причиной раскола послужило заявление Пеладана в одном из номеров журнала l’Initiation о том, что он «отказывается якшаться со спиритизмом, масонством или буддизмом». Станислас де Гуайта в свою очередь заявил, что не желает превращать Орден в салоны для художников. В 1893 году, после ряда увещевательных писем, в которых де Гуайта просил Пеладана изменить название ордена так, чтобы никаких ассоциаций его салонной деятельности с Каббалистическим орденом Розы+Креста ни у кого не возникало, он переходит к более резкому тону, и заявляет в журнале «l’Initiation»: «Мы, братья Розы†Креста, объявляем, что упомянутый господин Пеладан — розенкрейцер-раскольник и отступник; мы отрекаемся от него и осуждаем его так называемый „Католический Орден Розы†Креста“ перед трибуналом общественного мнения». Папюс тоже подписал этот документ, но позже жалел об этом.

## Каббалистический орден Розы+Креста вXX веке
После скоропостижной смерти маркиза Станисласа де Гуайты в 1897 году, власть в Каббалистическом ордене Розы+Креста переходит к Франсуа-Шарлю Барле. Однако, он вскоре передаёт все полномочия Папюсу. Вскором времени после этого, орден прекращает приём новых членов, а уже принятых обязывает подписать клятву «хранить молчание обо всём, что касается тайн ордена».
В таком виде орден просуществовал до начала Первой мировой войны. Папюс ушёл добровольцем на фронт, где работал врачом полевого госпиталя, пока его не комиссовали, по причине заражения туберкулёзом, от которого он и умер 25 октября 1916 года. Преемником Папюса и в ордене Мартинистов, и в Каббалистическом ордене Розы+Креста был избран Шарль Детре (Тедер). 29 октября 1916 года — через четыре дня после смерти Папюса, Тедер принимает руководство в обеих организациях. После окончания Первой мировой войны, и смерти Тедера в 1918 году, орден Мартинистов разделился на две ветви:
1. Синархический орден Мартинистов, возглавляемый Великим Мастером Виктором Бланшаром, по хартии Тедера.
2. Лионский орден Мартинистов, возглавляемый Великим Мастером Жаном Брико.

Каббалистический орден Розы+Креста не поддерживал связи с Лионским орденом Мартинистов, поскольку единственный живой на тот момент член «Совета двенадцати» — Виктор Бланшар, принятый в него в 1913 году прервал ритуальное общение членов Каббалистического ордена Розы+Креста с Мартинистскими Ложами под началом Жана Брико. Впоследствии, в 20-е годы, Жан Брико создаст с нуля «Гностический орден Розы+Креста», пытаясь компенсировать разрыв с Каббалистическим, но эта затея не прижилась среди оккультных обществ Франции, и после Второй мировой войны сама по себе сошла на нет.
Позднее, уже после Второй мировой войны, мартинист и масон Робер Амбелен получил преемственность Каббалистического ордена Розы+Креста по линии Синархического ордена Мартинистов, и до 1968 года пользуясь в том числе и членством в «Совете двенадцати» пытался объединить воедино все посвятительные мартинистские ветви. Но эта затея не увенчалась успехом ввиду раскола, произошедшего из-за споров о том, обязательно ли членам Каббалистического ордена Розы+Креста и ордена Мартинистов предварительно посвящаться в масонство. Каббалистический орден Розы+Креста остался в союзе с Синархическим орденом Мартинистов, настаивавшем на необязательности предварительного посвящения в масонство. Несмотря на прошлые разногласия и потрясения, орден до сих пор действует в Соединенных Штатах Америки и имеет отделение во Франции.